# Arzago d’Adda
Arzago d’Adda – miejscowość i gmina we Włoszech, w regionie Lombardia, w prowincji Bergamo.
Według danych na styczeń 2009 gminę zamieszkiwało 2836 osób; gęstość zaludnienia wynosiła 306,3 os./km².